# دیل اندرسون (بازیکن فوتبال)
دیل اندرسون (انگلیسی: Dale Anderson؛ زادهٔ ۲۳ اوت ۱۹۷۰) بازیکن فوتبال اهل بریتانیا است.
از باشگاه‌هایی که در آن بازی کرده‌است می‌توان به باشگاه فوتبال میدلزبرو و باشگاه فوتبال دارلینگتون اشاره کرد.